# Kuressaare linnastaadion
Kuressaare linnastaadion – wielofunkcyjny stadion znajdujący się w mieście Kuressaare, w Estonii. Na tym stadionie swoje mecze rozgrywa drużyna piłkarska FC Kuressaare. Stadion może pomieścić 2 000 widzów, wszystkie miejsca są siedzące.

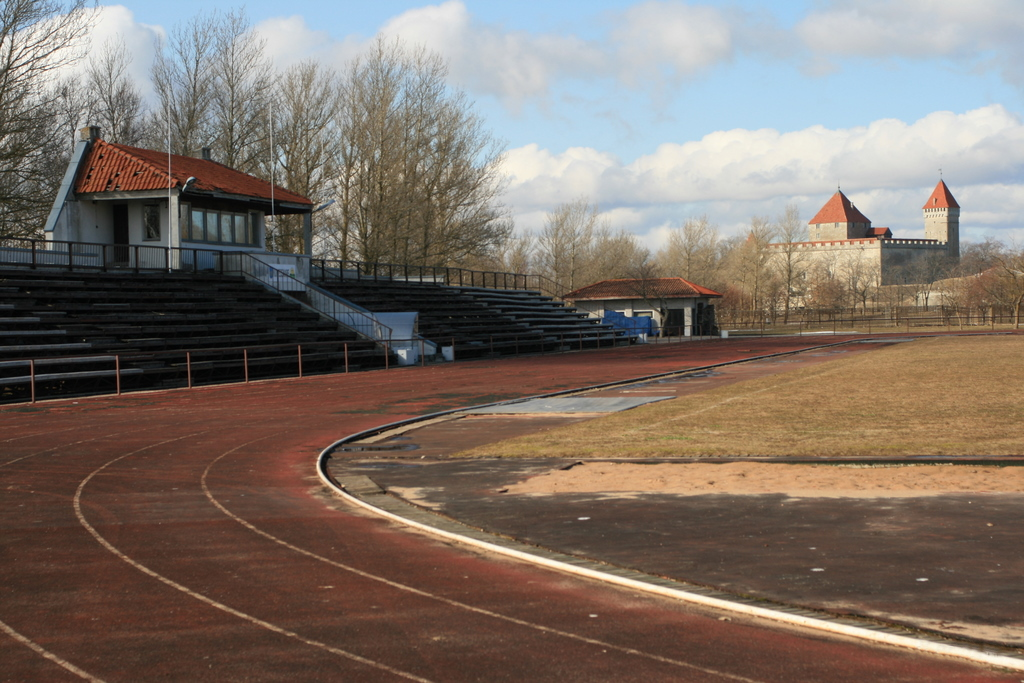